# Ukraiński PEN
Ukraiński PEN także Ukraińskie Centrum Międzynarodowego PEN Club (ukr. Український ПЕН, również Український центр Міжнародного ПЕН-клубу) – ukraiński oddział PEN Club-u, pozarządowa organizacja międzynarodowa non-profit mająca na celu przede wszystkim ochronę wolności słowa i praw autorskich, wspieranie rozwoju literatury i międzynarodowej współpracy kulturalnej. Organizuje kampanie na rzecz praw człowieka, inicjuje pisanie listów otwartych i apeli związanych z łamaniem praw i wolności pisarzy. 

## Opis
Ogólny charakter działań Ukraińskiego PEN kształtuje Karta Międzynarodowego PEN Club, utworzonego w 1921 r., która określa główne zadania PEN jako: ochrona wolności słowa i wypowiedzi, obrona praw mniejszości, pomoc prześladowanym pisarzom, promowanie różnorodności kulturowej oraz promowanie wartości humanistycznych poprzez kulturę. Działalność Ukraińskiego PEN reguluje status pozarządowej organizacji non-profit. Głównym organem zarządzającym jest walne zgromadzenie, zarządzanie operacyjne sprawuje ośmioosobowy zarząd, na czele którego stoją prezes i dwóch wiceprezesów. 
Ukraiński oddział został formalnie utworzony jesienią 1989 r. w siedzibie Związku Pisarzy Ukrainy i pod jego patronatem. Wiosną 1990 r. został przyjęty do Międzynarodowego PEN. Pierwszym prezesem był Mykoła Winhranowski (1989–1993), następnie Jewhen Swerstiuk (1993–2010). Aktywne działania podjęto dwadzieścia lat później, wraz z wyborem w 2010 r. nowego kierownictwa pod przewodnictwem Myrosława Marynowicza. Od tego czasu realizowane projekty mają charakter systemowy, zarówno na Ukrainie jak i na poziomie stosunków międzynarodowych. Obecnie ukraiński PEN liczy ponad 130 członków, w skład których wchodzą nie tylko pisarze, ale także działacze na rzecz praw człowieka, tłumacze, dziennikarze, humaniści, wydawcy i menedżerowie kultury.
Ukraiński PEN jest organizacją partnerską Nagrody Literackiej Unii Europejskiej na Ukrainie. W 2019 r. Ukraina została zaproszona do udziału w postępowaniu o przyznanie Europejskiej Nagrody Literackiej.
Prezes PEN International Burhan Sönmez wydał oświadczenie, odnoszące się do rozpoczęcia w dniu 24 lutego 2022 r. zmasowanego ataku militarnego na Ukrainę, potępiające przemoc ze strony sił rosyjskich i wezwał Putina do natychmiastowego zaprzestania wojny. Odezwę, jako wyraz wsparcia dla Ukrainy i członków Ukraińskiego PEN, podpisało ponad 40 oddziałów PEN na świecie. Polski PEN Club również wystosował list otwarty do Ukraińskiego PEN, dając wyraz solidarności w obliczu śmiertelnego zagrożenia niezawisłości, integralności terytorialnej i bytu państwowego Ukrainy. 

## Prezesi
- 1989–1993 – Mykoła Winhranowski
- 1993–2010 – Jewhen Swerstiuk

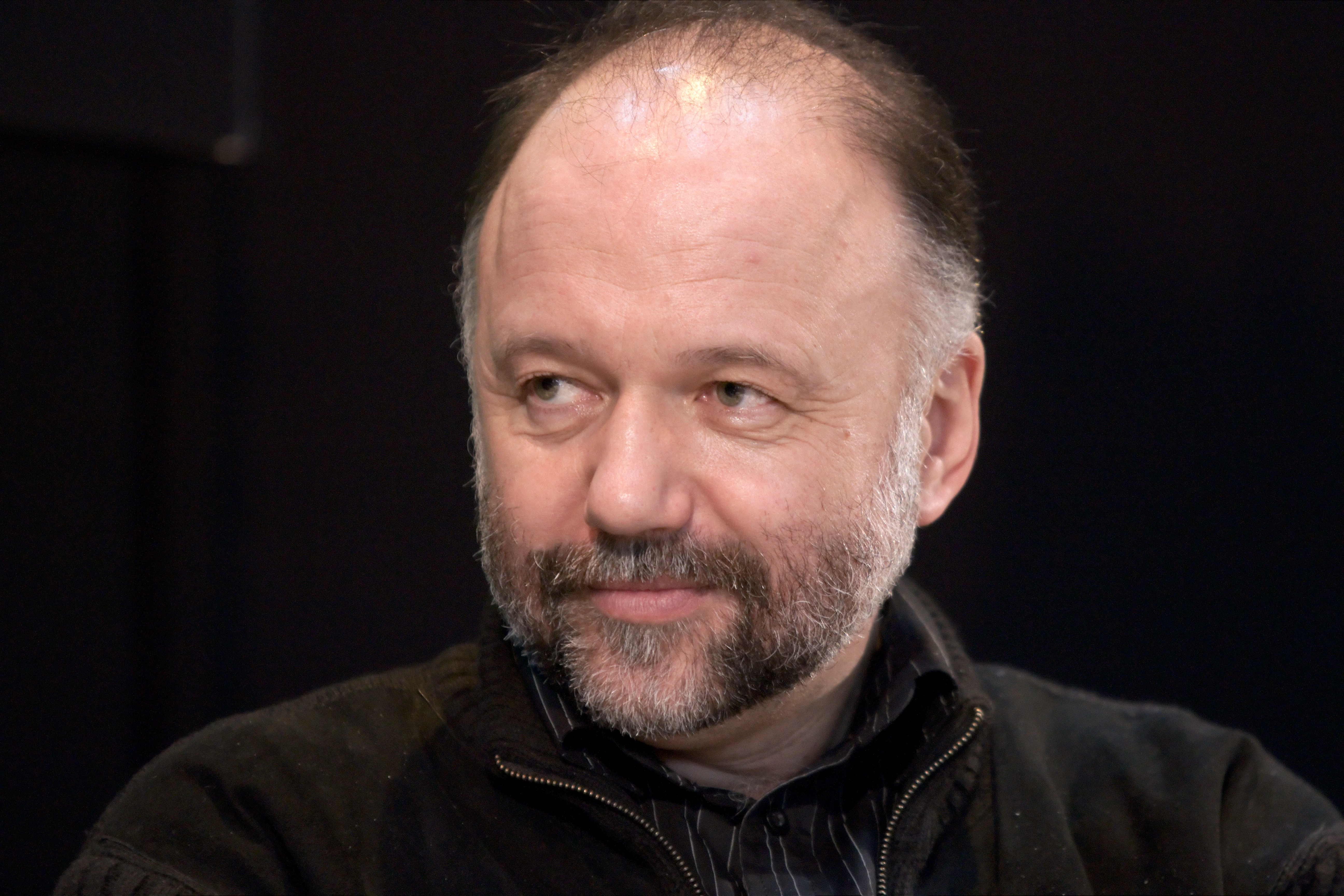
Andrij Kurkow, 2010

- 2010–2014 – Myrosław Marynowycz[6]
- 2014–2018 – Mykoła Riabczuk[13]
- 2018–2022 – Andrij Kurkow[7][14][15]
- od 10 listopada 2022 – Wołodymyr Jermołenko[16]

## Nagrody

### Nagroda im. Wasyla Stusa
Ukraiński PEN kontynuuje przyznawanie Nagrody im. Wasyla Stusa, ufundowanej w 1989 r. przez Ukraińskie Stowarzyszenie Niezależnej Inteligencji Twórczej, przyznawanej corocznie 14 stycznia, w Dzień Św. Bazylego. Od 2016 r. nagrodę sponsorują ukraiński PEN, Kijowsko-Mohylańska Szkoła Biznesu oraz wydawnictwo Duch i Litera. Nagroda przyznawana jest corocznie ukraińskim pisarzom, artystom, reżyserom, muzykom, menadżerom kultury, bez względu na miejsce zamieszkania, za szczególny wkład w kulturę ukraińską i stabilność obywatelstwa. Ceremonia wręczenia nagród odbywa się corocznie na początku września.

### Nagroda im. Jurija Szeweliowa
Nagroda im. Jurija Szewelowa została ustanowiona w 2013 r. Przyznawana jest raz w roku autorowi ukraińskiemu za eseje artystyczne lub naukowe opublikowane w ciągu ostatniego roku. Nagroda nosi imię Jurija Szewielowa, założyciela współczesnych ukraińskich esejów, i zwraca uwagę na wkład w nieodłączne wartości tego gatunku: niezależność myśli i wyrafinowanie stylu. Laureat nagrody otrzymuje statuetkę Brązowego Anioła, a także nagrodę pieniężną i dyplom. Od 2020 r. przyznawane są dodatkowo dwie nagrody specjalne: nagroda specjalna kapituły oraz nagroda specjalna UA: Radia Kultura.

### Nagrody im. Heorhija Gongadze
Nagroda im. Heorhija Gongadze została ustanowiona w 2019 r. przez Ukraiński PEN we współpracy ze Stowarzyszeniem Absolwentów Kijowsko-Mohylańskiej Szkoły Biznesu, Kijowsko-Mohylańską Szkołą Biznesu i wydawnictwem Ukraińska Prawda. Jej celem jest wspieranie dziennikarzy, którzy nie boją się wyzwań, potrafią znaleźć innowacyjne sposoby przekazywania informacji, promują liberalne reformy na Ukrainie, otwierają nowe możliwości dla mediów, pozostają wierni zasadom zawodowym. Nagroda przyznawana jest raz w roku, 21 maja, w urodziny Gongadze. Zwycięzca otrzymuje statuetkę, dyplom i nagrodę pieniężną. 

## 83. Międzynarodowy Kongres PEN
Największym osiągnięciem Ukraińskiego PEN jest zorganizowanie 83. Kongresu Międzynarodowego PEN Club we Lwowie w dniach 18-22 września 2017 r. Wzięli w nim udział pisarze, publicyści, dziennikarze, historycy z 70 krajów. Delegacja PEN Clubu Rosji nie została zaproszona. Wydarzenie to postrzegane było jako okazja do poruszenia kwestii ukraińskich więźniów politycznych w Rosji i na terytoriach okupowanych, ukazania aktualnej kwestii uchodźców oraz zwrócenia uwagi na los mniejszości etnicznych, językowych, kulturowych i religijnych na okupowanym Krymie, w szczególności na los prześladowanych przez władze okupacyjne Tatarów krymskich. Oprócz posiedzeń plenarnych i posiedzeń komitetów i komisji, odbyło się 27 dodatkowych wydarzeń otwartych dla szerokiej publiczności, zwłaszcza młodzieży – koncertów, wystaw, wykładów, dyskusji panelowych, spotkań literackich i odczytów poetyckich z udziałem delegatów kongresu. Głównym wydarzeniem był wieczór multimedialny „Puste krzesła” ku czci Ołeha Sencowa i innych uwięzionych w Rosji pisarzy. Uczestnicy obejrzeli przedstawienie teatralne pierwszego aktu sztuki Sencowa Liczby. Ołeh został uwolniony 7 września 2019 r. w ramach wymiany więźniów między Rosją a Ukrainą. 
Kongres był nie tylko wydarzeniem kulturalnym, ale i politycznym, manifestacją międzynarodowej solidarności pisarzy z Ukrainą, która od 2014 r. znajduje się w stanie niewypowiedzianej wojny z Rosją, doświadczając wraz z militarną agresją i agresji propagandowej. Odzwierciedleniem międzynarodowej solidarności był szereg rezolucji przyjętych na zjeździe, których wyrazem był oficjalne hasło 83. zjazdu – „Odzyskać prawdę w czasach propagandy”. Kongres przyczynił się do budowania pozytywnego wizerunku Ukrainy w świecie, promocji kultury ukraińskiej, przekazywania rzetelnych informacji o Ukrainie poprzez środowiska opiniotwórcze różnych krajów, reprezentowane na kongresie przez czołowych pisarzy.

## Charkowska Rezydencja Literacka
W 2018 r. Ukraiński PEN otworzył Charkowską Rezydencję Literacką w celu rozwoju literatury ukraińskiej i środowiska książkowego, promocji czytelnictwa, promocji kultury charkowskiej. W latach 2018–2019 rezydencja była wspierana przez obwodową administrację państwową w Charkowie. W tym czasie rezydentami byli pisarze: Luba-Paraskewija Strynadiuk, Lubko Deresz, Michael Zeller (Niemcy), Kateryna Kałytko i tłumaczka Jarosława Stricha. Partnerem organizacyjnym rezydencji jest Charkowskie Muzeum Litewskie.